# Marriott Marquis Hotel
Marriott Marquis Hotel je mrakodrap v Atlantě. Má 52 podlaží a výšku 169 metrů, je tak 15. nejvyšší mrakodrap ve městě. Byl dokončen v roce 1965. Za designem budovy stojí firma John Portman & Associates.